# Тедеев, Бато Бадилаевич
Бато́ Бадила́евич Теде́ев (осет. Тедеты Бадилайы фырт Бато; 1929 год, селение Думастури, Ахметский район, Грузинская ССР — 1999 год, Нижнеудинск, Иркутская область) — советский борец, серебряный призёр СССР по самбо и бронзовый призёр СССР по вольной борьбе. Мастер спорта СССР по вольной борьбе (1955). Мастер спорта СССР по самбо (1958).

## Биография
Родился в 1929 году в селении Думастури Ахметского района Грузинской ССР в осетинской семье.
Его талант заметил ректор Тбилисского университета Нико Кецховели и посоветовал ему поучаствовать в национальной борьбе на первенстве Грузии. Бато согласился и стал чемпионом Грузии, после чего стал заниматься вольной борьбой. Представлял общество «Наука» (Тбилиси).
В 1951 году становится вторым на чемпионате СССР по вольной борьбе в Тбилиси, проиграв легендарному Аугусту Энгласу.
В 1952 году на чемпионате Грузии по национальной борьбе в финале выиграл у олимпийского чемпиона и чемпиона мира Арсена Мекокишвили.
В 1953 году решил оставить вольную борьбу из-за некорректного судейства на чемпионате СССР в Тбилиси, где его засудили в схватке с победителем того чемпионата Шотой Даушвили. По просьбе Нико Кецховели продолжил спортивную карьеру в борьбе самбо. В 1956 году на чемпионате СССР в Ленинграде он нанёс поражение по пути в финал своему обидчику 1953 года Шоте Даушвили, но в финале проиграл Генриху Шульцу и стал серебряным призёром. Представлял общество «Буревестник» (Тбилиси).
Умер в 1999 году в городе Нижнеудинск Иркутской области.

## Спортивные результаты
- Чемпионат СССР по вольной борьбе 1951 года —
- Чемпионат СССР по самбо 1956 года —